# شول (سپیدان)
شول، روستایی از توابع بخش همایجان شهرستان سپیدان در استان فارس ایران است.
روستای شول دارای چندین آثار قدیمی مانند کِروش(کارگاه شیره انگور پزی) و حمام (که تخریب شد) برچ (مکان مراقبت) و دارای چشمه ی زیبا به اسم پازنان(پازن نام یک گونه بز کوهی هست)  با آبی خنک که در طول سال درحال جوشیدن است. همچنین دارای قناتی است که به نام محلی *دَمپُله* آب آن برای روستا استفاده می شود.
روستای شول دارای کوه های بلند و دره های سخت و بزرگی  و جنگل های بلوط است که در بهار گیاهان زیادی از جمله کارده ،کنگر، ریواس و ... می روید.
این روستا دارای دو بافت قدیم و جدید است که بافت قدیم به نام محلی (شیمال) قدمت بالایی دارد و هنوز آثاری از آن بجا مانده است.
گفته می شود در دوران محمد رضا شاه پهلوی  یکی از وزیران شاه در حال عبور از جاده شیراز سپیدان بوده که برای مدتی کوتاه در روستای شول به استراحت و گفتگو با اهلی روستا می پردازد و اهالی روستا با نوای محلی به پیشواز وزیر می روند.
از محصولات این روستا می توان به انگور انجیر گندم عدس بادام نام برد
لهجه این قوم به لُر شباهت دارد که نوع گویش آن را لُر گَر  می نامند.
در زمان های قدیم کوهای روستای شول دارای حیات وحش زیادی از جمله خرس گرگ پلنگ و ... بوده که امروزه روباه خرگوش خارپشت و ... بیشتر دیده می شود.
در خرداد ماه سال  ۱۴۰۴  اولین جمعه خرداد را به *روز شول* نامگذاری کردند.

## جمعیت
این روستا در دهستان همایجان قرار دارد و براساس سرشماری مرکز آمار ایران در سال ۱۴۰۳ جمعیت آن ۸۴۱ نفر (۳۵ خانوار) بوده است.